# Валленберг, Аксель

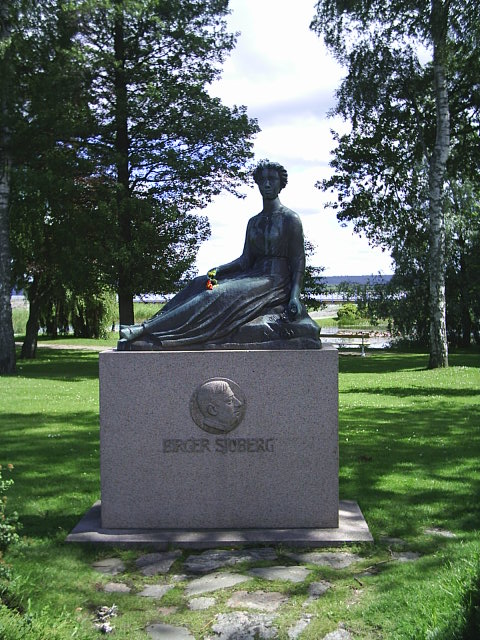
Фрида Биргера Сёберга. А.Валленберг

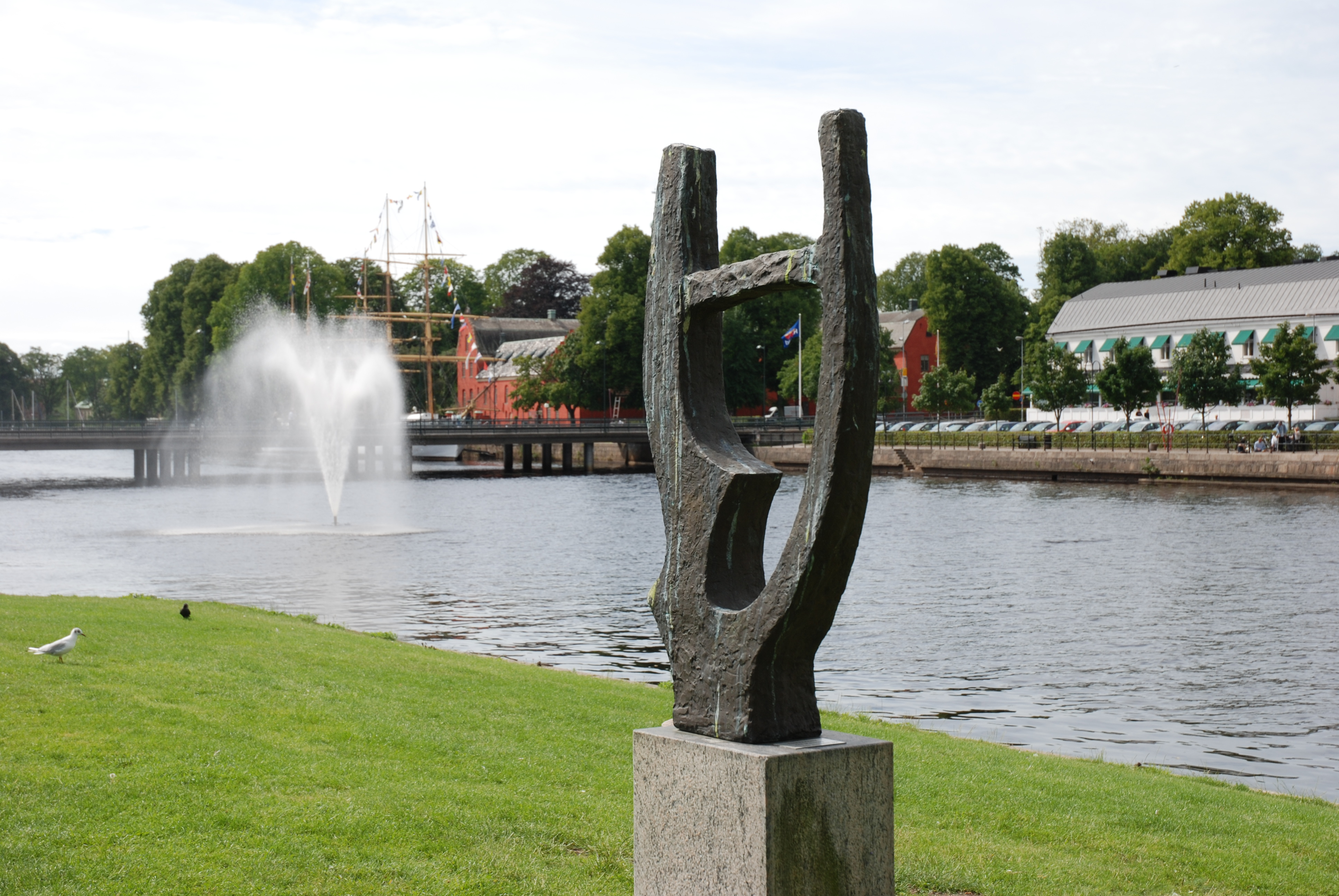
«Дерево-арфа». А.Валленберг

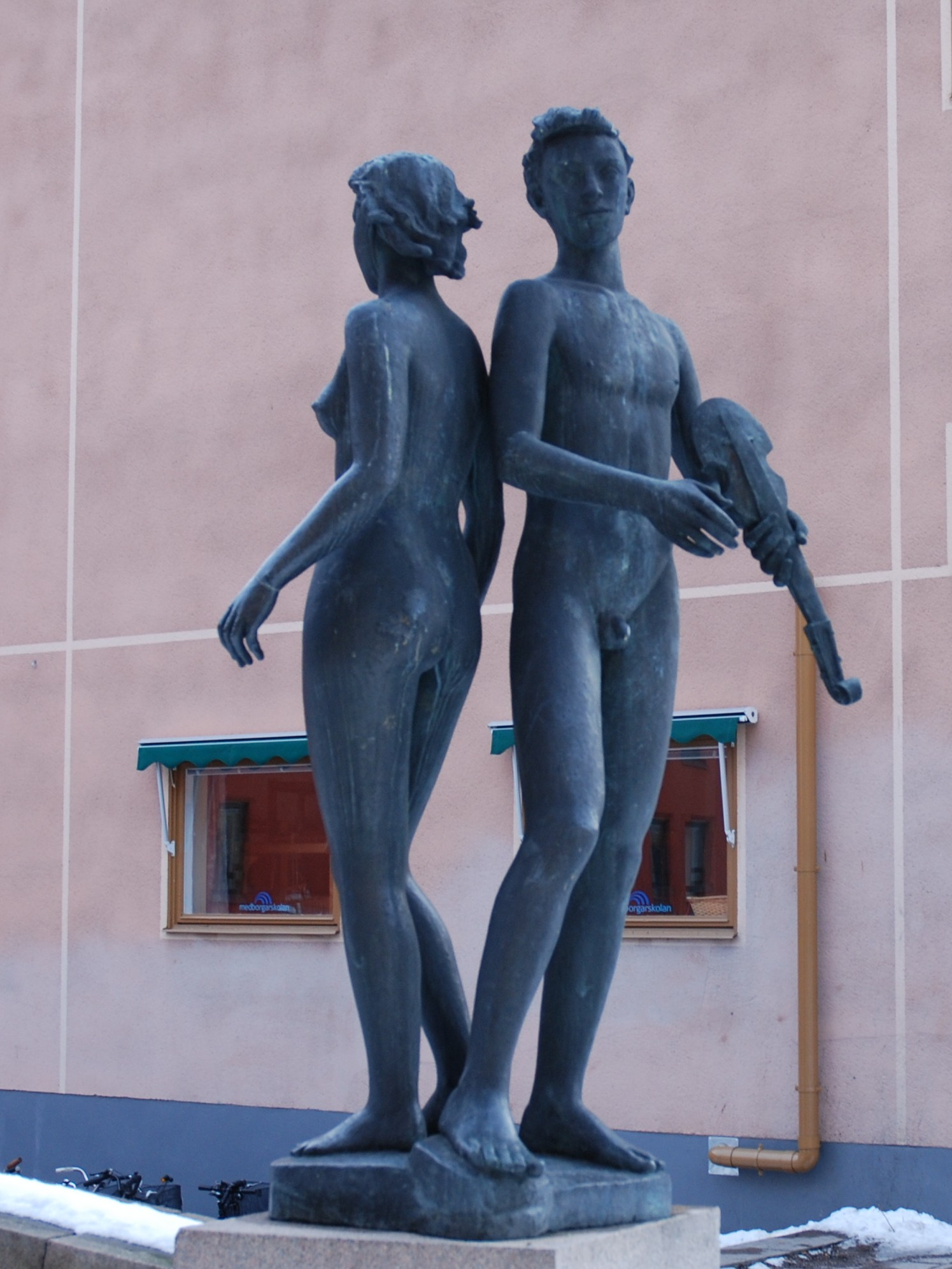
«Народная песня» у Упсальского университета. А.Валленберг

Аксель Йиреон Валленберг (швед. Axel Gireon Wallenberg; 22 мая 1898 г. Несшё — 4 января 1996 г. Дандерюд) — шведский скульптор.

## Жизнь и творчество
А.Валленберг родился в семье художника-оформителя Бернарда Валленберга и его супруги Матильды, урождённой Стрёберг. Детство мальчика прошло в Катринехольме, а затем в Сёдертелье, куда переехали его родители. Художественное образование он получил в стокгольмском Политехническом институте, а затем в художественных школах Альтина и Эдварда Берггренса. Был учеником скульптора Готфрида Ларссона. В 1922—1927 годах А.Валленберг проходит курс в Академии искусств у Карла Миллеса. Скульптор в молодые годы был близким другом и находился под творческим влиянием К.Миллеса. После смерти последнего в 1955 году был одним из попечителей парка-музея К.Миллеса Миллесгорден, вплоть до своего ухода на пенсию в 1983 году.
А.Валленберг был победителем и лауреатом ряда национальных художественных выставок (в Стокгольме 1926, Лунде 1933, Хельсингборге 1938 и 1946, Мальмё 1943 и 1946 и др.). Член ряда художественных обществ, в том числе «Скандинавского союза художников» (Nordiska Konstförbundet).

## Избранные скульптуры
- Arild-fontänen med statyn Lekande ungdom, S:t Jörgens Torg Хельсингборг
- Våren (1948), stengöt, Fryxellska skolan, Вестерос
- Alma mater (1948), Rudbeckianska skolan, Вестерос
- Gustav II Adolf (1952), Stora Torget, Бурос
- Minnesmärke över spetälskesjukhuset (1953), S:t Jörgens park, Лунд
- Ungdom och trohet (1956), brons, Сольна
- Johan Printz (1965), brons, Rådhusparken, Йёнчёпинг
- Till erinran, stadsbiblioteket, Мальмё
- Lina Sandell, Фредерюд, лен Йёнчёпинг.
- Hermes och Pan (1952), Munkplan, Munksjöparken, Йёнчёпинг
- Flora, Byggmästarplan, Уппсала
- Händelser kring ett torg, fontän på Vaksala torg, Уппсала
- Mor och barn, Несшё
- Dansgrupp, Гётеборг
- Morgon, Катринехольм
- Folkvisan (1954), brons, Kyrkparken, Йиславед och utanför Smålands nation, Уппсала
- Ballongmannen, vid stadshuset, Несшё
- Frida (Birger Sjöbergs Frida), Skräckleparken, Венерсборг
- Akrobaten, brons, Förskolan Pärlan, Дандерюд
- Flicka, som lyssnar till fågeln, Вестерос
- Bågarna, Resecentrum, Несшё
- Lyrträdet (1994), brons vid Nissan, Хальмстад.